# بطولة العالم للعدو الريفي 1979
الدورة 7 من بطولة العالم للعدو الريفي التي ينظمها الاتحاد الدولي لألعاب القوى، والتي أقيمت في مدينة ليميريك بإيرلندا سنة 1979.

## النتايج

### سباقات العدو الطويل رجال

#### فردي
| الميدالية | العداء                             | التوقيت     |
| ذهب       | جون تريسي جمهورية أيرلندا          | 37:20 دقيقة |
| فضة       | برونيسلاو مالينوسكي بولندا         | 37:29 دقيقة |
| برونز     | أليكساندر انتيبوف الاتحاد السوفيتي | 37:30 دقيقة |

#### فرق
| الميدالية | العداء           | النقاط   |
| ذهب       | المملكة المتحدة  | 119 نقطة |
| فضة       | جمهورية أيرلندا  | 198 نقطة |
| نحاس      | الاتحاد السوفيتي | 210 نقطة |

### سباقات العدو للشباب فتيان

#### فردي
| الميدالية | العداء                         | التوقيت     |
| ذهب       | أيدي دوبو بلجيكا               | 23:02 دقيقة |
| فضة       | ستيف بينيس المملكة المتحدة     | 23:09 دقيقة |
| برونز     | لدار دينيكييف الاتحاد السوفيتي | 23:20 دقيقة |

#### فرق
| الميدالية | العداء           | النقاط  |
| ذهب       | إسبانيا          | 57 نقطة |
| فضة       | المملكة المتحدة  | 74 نقطة |
| نحاس      | الاتحاد السوفيتي | 75 نقطة |

### سباقات العدو الطويل نساء

#### فردي
| الميدالية | العداء                         | التوقيت     |
| ذهب       | غريت ويتز النرويج              | 16:48 دقيقة |
| فضة       | ريزا سميخنوفا الاتحاد السوفيتي | 17:14 دقيقة |
| برونز     | إلسون غودال الولايات المتحدة   | 17:18 دقيقة |

#### فرق
| الميدالية | العداء           | النقاط  |
| ذهب       | الولايات المتحدة | 29 نقطة |
| فضة       | الاتحاد السوفيتي | 48 نقطة |
| نحاس      | المملكة المتحدة  | 68 نقطة |